# Rena Maeda
Rena Maeda (前田 玲奈 Maeda Rena?, Prefectura de Fukuoka, 28 de abril de 1989) es una seiyū japonesa. Ha participado en series como Hunter × Hunter (2011), Hetalia: Axis Powers y Soredemo Sekai wa Utsukushii, entre otras. Está afiliada a Air Agency.

## Roles interpretados

### Series de Anime
- Aho Girl como Kii Hiragi
- BAR Kiraware Yasai como Tomato
- Cross Ange: Tenshi to Ryū no Rinbu como la hermana menor de Hilda
- Girl Friend Beta como Misuzu Tōyama
- Hunter × Hunter (2011) como Machi
- Jinsei como Ayaka Nikaidō
- Keijo! como Hanabi Kawai
- Ore Monogatari!! como Mariya Saijō
- Parasyte (Kiseijuu: Sei no Kakuritsu) como Akiho Suzuki
- Rinne no Lagrange como Kurumi Mamaai y Yuina Niisho
- Rokujōma no Shinryakusha!? como Megumi
- Soredemo Sekai wa Utsukushii como Nike Lemercier
- Tari Tari como Matsuko Arita

### OVAs
- Rinne no Lagrange: Kamogawa Days como Yuiha Shinjō

### Películas
- Hunter × Hunter: Phantom Rouge como Machi

### Especiales de TV
- Hetalia The Beautiful World como Italia del Norte

### Videojuegos
2016
- YU-NO: A girl who chants love at the bound of this world como Kaori Asakura

## Música
- Para la serie BAR Kiraware Yasai interpretó el opening Mogitate☆Caprese y el ending Pasta Sauce demo Iikara.[2]
- Participó en el ending PROMISE de la serie Soredemo Sekai wa Utsukushii. Además, cantó el tema Ame Furashi no Uta~Beautiful Rain~.[3]